# Масерија-Комуна (Бјела)
Масерија-Комуна је насеље у Италији у округу Бијела, региону Пијемонт.
Према процени из 2011. у насељу је живело 117 становника. Насеље се налази на надморској висини од 236 м.